# Fulu
Pour les articles homonymes, voir Fulu (homonymie).
Fulu (附路) est un astérisme de l'astronomie chinoise. Il est décrit dans le traité astronomique du Shi Shi, qui décrit les astérismes composés des étoiles les plus brillantes du ciel. Il se compose d'une unique étoile mal identifiée située dans la constellation connue en Occident sous le nom de Cassiopée. 

## Composition de l'astérisme
La composition de Fulu est, curieusement, incertaine. Ceci est surprenant car chaque astérisme voit en général une de ses étoiles, appelée étoile référente, avoir sa position mesurée avec une relative certitude, mais les auteurs ne s'accordent pas sur l'étoile associé à la position correspondante. Une des difficultés est en effet que la position est déterminée essentiellement suivant un système s'apparentant aux coordonnées équatoriales moderne, et qu'un tel système change au cours du temps du fait de la précession des équinoxes. Interpréter les mesures de position nécessite donc de connaître la date de la mesure, qui n'est pas toujours accessible (sans parler des imprécisions inhérentes à ces mesures, de l'ordre de un degré). 
Au moins trois étoiles ont été proposées comme correspondant à Fulu : γ Cassiopeiae, ζ Cassiopeiae, et υ Cassiopeiae. γ Cas fait de façon quasi certaine partie de l'astérisme voisin Wangliang. Il semble établi que l'une des étoiles ζ Cas et υ Cas (mais pas les deux simultanément) en fasse partie. D'autres auteurs ont également proposé que Fulu corresponde à δ Cassiopeiae, mais cette interprétation se heurte au fait que cette étoile fait selon toute vraisemblance partie d'un autre astérisme voisin (lié à Fulu, voir ci-dessous), Gedao. L'Union astronomique internationale a apporté sa réponse à la question le 30 juin 2017 en attribuant formellement le nom Fulu à l'étoile ζ Cassiopeiae.  
Finalement l'une des deux étoiles ζ Cas (magnitude apparente 3,7) et υ Cas semble les meilleures candidates. À noter cependant que υ Cas est en réalité une binaire visuelle à large séparation angulaire, composée de deux étoiles distinctes (26 Cas et 28 Cas, de magnitude apparente respective 4,8 et 4,6), qu'il n'est pas évident d'assimiler à une unique étoile, ni pour composer Fulu, ni pour représenter une des étoiles de Wangliang. Dans l'hypothèse où υ Cas ne ferait partie d'aucun de ces astérismes, ce serait ζ Cas qui composerait Wangliang, et l'identité de Fulu resterait indéterminée. Dans l'hypothèse où elle correspondrait à δ Cas, il faudrait trouver une étoile de remplacement à celle-ci dans la composition de Gedao, qui pourrait éventuellement être χ Cas, même si cette dernière est notablement moins lumineuse de δ Cas (magnitude visuelle de 4,7 au lieu de 2,7). 

## Symbolique
Fulu est située à proximité immédiate de Gedao, qui représente une route escarpée traversant un territoire montagneux. Ces deux astérismes sont liés. Les auteurs distinguent deux interprétations à Fulu : il s'agirait soit une route secondaire parallèle à Gedao, soit un responsable de l'entretien des routes.

## Astérismes associés
Fulu représente avec Gedao un de ces astérismes correspondant à une voie de communication. Il s'inscrit dans la tendance générale de l'astronomie chinoise de représenter avec un certain degré de détail la société chinoise sur la sphère céleste. Divers autres moyens de communication sont ainsi représentés, tels Tianchuan, un bateau naviguant sur la rivière céleste Tianhe (la Voie lactée), ou Tianjin, un gué traversant la rivière.